# 北横町 (弘前市)
北横町（きたよこちょう）は、江戸期から現在にかけての青森県弘前市の地名。郵便番号は036-8046。2017年6月1日現在の人口は253人、世帯数は122世帯。

## 地理
町域の北部を土淵川が流れる。北部は田茂木町・田町、東部は野田、南部から西部にかけて和徳町、北西部は山王町に接する。

## 歴史
- 延宝5年 - 東長町七丁目・八丁目間（現：和徳町）を境に北は東長町北横町、そして南は東長町南横町（現：南横町）として町割りがされ、当地を指す東長町北横町は屋敷41（弘前惣御絵図）。
- 宝永4年 - 郭内武家屋敷の郭外移転により、改めて屋敷割りが行われ、同時に当地から八幡宮まで現在の田町が成立（平山日記）。
- 宝暦6年 - 町屋が91軒（弘前町惣屋鋪改大帳）。
- 文政年間 - 当地は一丁目から四丁目に分かれて構成され、すべて町屋（和徳町絵図）。
- 天保8年 - 町屋が96軒（弘前絵図）。
- 幕末 - 町屋と武家屋敷の入り交じった町となる。
- 1897年（明治30年） - 陸軍第8師団の設置に伴い、北川端町にあった遊廓が当地に移転。当時当地の西南（現：和徳町）に和徳小学校があり、学区民の反対運動があったが、和徳小学校が現在の代官町に移転したことにより、遊廓は当地から移転することなく、当地は弘前を代表する遊廓地となる。
- 1927年（昭和2年） - 当地の遊廓から出火した火災が和徳町・南横町・萱町・植田町・代官町まで燃え広がり、438戸を焼く大火となる。
- 1957年（昭和32年） - 売春防止法が施行されたことにより、遊廓は旅館になる。
- 現在 - その他に残っていた遊廓の建物も、現在までに姿を消し、工場、商社のビルが建ち、著しく変化。

### 沿革
- 江戸期 - 弘前城下の一町。
- 明治初年～明治22年 - 弘前を冠称。
- 1899年（明治22年） - 弘前市に所属。

## 施設

### 医療
- あづま内科(閉院)
- 三上内科医院
- ほくおう歯科医院

### 福祉
- 社会福祉法人弘前草右会

### 商業
- 木村建具製作所

### 公共
- 北横町会館
- 土淵川北横町緑地

### その他
- 天理教弘森分教会

## 小・中学校の学区
市立小・中学校に通う場合、学区は以下の通りとなる。
| 大字   | 番地 | 小学校             | 中学校             |
| ------ | ---- | ------------------ | ------------------ |
| 北横町 | 全域 | 弘前市立和徳小学校 | 弘前市立第一中学校 |

## 交通
- 弘南バス
  - 横町入口（弘前 - 五所川原線 復路）停留所。
  - 横町入口、健生病院前（弘前バスターミナル - 神田線、小栗山 - 清原・安原 - 神田線）停留所。